# Liste der Monuments historiques in Cintré
Die Liste der Monuments historiques in Cintré führt die Monuments historiques in der französischen Gemeinde Cintré auf.

## Liste der Objekte
| Bezeichnung                   | Beschreibung                                 | Standort                        | Kennzeichnung | Schutzstatus | Datum | Bild |
| ----------------------------- | -------------------------------------------- | ------------------------------- | ------------- | ------------ | ----- | ---- |
| Zwei Retabel der Seitenaltäre | Stein, bemalt und vergoldet, 17. Jahrhundert | in der Kirche St-Melaine (Lage) | PM35000837    | Classé       | 1919  |      |
| Retabel des Hauptaltars       | Holz, bemalt und vergoldet, 17. Jahrhundert  | in der Kirche St-Melaine (Lage) | PM35000147    | Classé       | 1919  |      |